# TT11
| G26 · t · Z4 |

| G26 · t · Z4 |

TT11 (Theban Tomb 11) è la sigla che identifica una delle Tombe dei Nobili ubicate nell’area della cosiddetta Necropoli Tebana, sulla sponda occidentale del Nilo dinanzi alla città di Luxor, in Egitto. Destinata a sepolture di nobili e funzionari connessi alle case regnanti, specie del Nuovo Regno, l'area venne sfruttata, come necropoli, fin dall'Antico Regno e, successivamente, sino al periodo Saitico (con la XXVI dinastia) e Tolemaico.

## Titolare
TT11 Era la tomba di:
| Titolare | Titolo                              | Necropoli       | Dinastia/Periodo                           | Note                                                                                   |
| -------- | ----------------------------------- | --------------- | ------------------------------------------ | -------------------------------------------------------------------------------------- |
| Djehuty  | Supervisore al tesoro e agli operai | Dra Abu el-Naga | XVIII dinastia (Hatshepsut / Thutmosi III) | a nord del villaggio, ai piedi della collina settentrionale, a nord-ovest del deposito |

## Biografia
Unica notizia biografica ricavabile dalla TT11, il nome della madre, Dediu.

## La tomba
La tomba di Djehuty è sita nei pressi della TT12, collegata a quest'ultima attraverso una terza tomba, la TT399. Recenti scavi hanno consentito la scoperta, all'interno del cortile della TT11, di una sepoltura, risalente al Medio Regno, intestata a un non meglio identificato Iker.
Nello stesso cortile (1 e 2 in planimetria) scene di offertorio e testi crittografici; due uomini con unguenti ed abiti, nonché arpisti, due donne con sistri e due preti che officiano dinanzi al defunto. È inoltre presente (3) una stele (parzialmente distrutta) con inno ad Amon e, oltre la porta di accesso alla TT11, la cosiddetta "stele Northampton" (5 in planimetria) e, poco discosta (4), una statua del defunto.
Un breve corridoio, sulle cui pareti (6) un inno a Ra, dà accesso a una sala trasversale in un angolo della quale si apre l'accesso alla TT12. Anche in questo caso i dipinti parietali sono alquanto danneggiati: i resti di un carro e alcuni uomini (7), frammenti di una stele (8) con testo autobiografico e un indirizzo ai viventi, due portatori di offerte (9) dinanzi al defunto seduto. Nei pressi del corridoio di accesso alla TT12, scene di caccia e pesca (13) e nuovamente una stele autobiografica (12) con insegnamenti ai viventi; poco oltre (11) i titoli del defunto e (10) il defunto, la madre e un altro uomo, sotto la cui sedia una scimmia mangia dei fichi, che ricevono offerte da tre file di uomini, che recano anche tori. Il tutto è allietato da un concerto di arpisti, cantanti, scimmie danzanti, liutiste, flautiste e un danzatore, in presenza di musicisti e scimmie danzanti.
Dalla camera trasversale un secondo corridoio, sulle cui pareti (14) è riportato un testo, adduce a una perpendicolare alla precedente; sulle pareti (15) liste di offerte e scene del pellegrinaggio ad Abido e (16) il defunto a caccia di tori selvaggi e struzzi nel deserto. Seguono (17), su due registri sovrapposti, scene di rituali sulla mummia e il defunto seduto con una lista delle offerte; un breve corridoio (18) con testi di offertorio, conduce ad una camera rettangolare, con nicchia che verosimilmente conteneva una volta due statue. Anche in questo caso, come nella TT12, sono presenti graffiti in demotico risalenti al periodo tolemaico.

## Rinvenimenti
Dalla TT11 provengono quattro vasi canopi; vasi in alabastro; un piatto in oro dono al defunto, quale generale, del re Thutmosi III; un piatto in argento (incompleto); un pugnale in bronzo; una tavoletta in pietra con testi incisi; una tavoletta in alabastro con testi incisi.

### Annotazioni
1. ↑  La numerazione dei locali e delle pareti segue quella di Porter e Moss 1927, p. 20.
2. ↑  La prima numerazione delle tombe, dalla numero 1 alla 253, risale al 1913 con l’edizione del "Topographical Catalogue of the Private Tombs of Thebes" di Alan Gardiner e Arthur Weigall. Le tombe erano numerate in ordine di scoperta e non geografico; ugualmente in ordine cronologico di scoperta sono le tombe dalla 253 in poi.
3. ↑  I campi della Duat, ovvero l'aldilà egizio, si trovavano, secondo le credenze, proprio sulla riva occidentale del grande fiume.
4. ↑  Nella sua epoca di utilizzo, l'area era nota come "Quella di fronte al suo Signore" (con riferimento alla riva orientale, dove si trovavano le strutture dei Palazzi di residenza dei re e i templi dei principali dei) o, più semplicemente, "Occidente di Tebe".
5. ↑  le Tombe dei Nobili, benché raggruppate in un'unica area, sono di fatto distribuite su più necropoli distinte.
6. ↑  Le note, sovente di inquadramento topografico della tomba, sono tratte dal "Topographical Catalogue" di Gardiner e Weigall, ed. 1913 e fanno perciò riferimento alla situazione dell'epoca.
7. ↑  Si tratta di una stele in cui vengono menzionati, tra l'altro, due obelischi da 108 cubiti (circa 56 m), secondo la traduzione di Kurt Sethe in Urkunden der 18. Dynastie: "Sono stato il direttore supremo che ha dato gli ordini. Ho guidato gli artigiani al lavoro su due grandi obelischi di 108 cubiti completamente ricoperti di elettro che hanno riempito le Due Terre con la loro luce". Alla sommità i cartigli di Thutmosi III e, molto verosimilmente perché molto danneggiati, quelli di Hatshepsut; seguono un testo con inno ad Amon-Ra, i titoli di Djehuty e l'elencazione dei suoi compiti con l'indicazione degli edifici e dei materiali di cui era responsabile, nonché delle costruzioni per conto di Amon che sono state realizzate sotto la sua direzione nell'area di Waset (ovvero Tebe): un portale, un pavimento del complesso templare di Karnak, un santuario in ebano e uno in granito, due portali per il tempio di Karnak, gioielli, are sacrificali, il portale "Apparizione di Amon", ma anche vestiario, vasi, scatole. Un'ultima scena, semidistrutta, lo vede come destinatario, per conto del re, di tributi (in specie incenso) provenienti dalla Terra di Punt.
8. ↑  Oggi al Museo egizio di Firenze (cat. 2222-5).
9. ↑  Di cui due al Museo di Leida (Paesi Bassi) (cat. 229 e 386); uno al Museo del Louvre (Parigi) (cat. 1127); quattro al Museo Egizio di Torino.
10. ↑  Oggi al Louvre (cat. 713).
11. ↑  Oggi nella collezione Anastasi e Raifé al Louvre (cat. 4886).
12. ↑  Oggi al Hessisches Landesmuseum di Darmstadt.
13. ↑  Museo di Leida.
14. ↑  Museo egizio di Torino (cat. 6227).

### Fonti
1. 1 2  Porter e Moss 1927,  p. 21.
2. ↑  Gardiner e Weigall 1913.
3. ↑  Donadoni 1999,  p. 115.
4. ↑  Porter e Moss 1927,  pp. 22-23.
5. ↑  Porter e Moss 1927,  p. 23.